# Говоруха
Говоруха (укр. Говоруха) — село, относится к Славяносербскому району Луганской области Украины. Под контролем самопровозглашённой Луганской Народной Республики.

## География
Село расположено на правом берегу реки Лугани. Соседние населённые пункты: Новодачное и Суходол на северо-западе, Красный Луч и Замостье на западе (все четыре выше по течению Лугани); посёлок Родаково на юго-западе, сёла Весёлая Тарасовка на юге, Гаевое на юго-востоке; посёлок Тепличное, город Александровск, сёла Сабовка на востоке, Новосёловка на северо-востоке (все четыре ниже по течению Лугани).

## Население
Население по переписи 2001 года составляло 207 человек.

## Общие сведения
Почтовый индекс — 93744. Телефонный код — 6495. Занимает площадь 0,47 км². Код КОАТУУ — 4424555901.

## Местный совет
93743, Луганская обл., Славяносербский р-н, пгт. Родаково, кв. Ленина, д. 15а